# Karma (film, 1933)
Pour les articles homonymes, voir Karma et Karma (homonymie).
Pour plus de détails, voir Fiche technique et Distribution.
Karma est un film romantique britannico-indien réalisé par J. L. Freer Hunt et sorti en 1933. Cette quatrième fantaisie orientaliste d'Himanshu Rai, coproduite avec des capitaux britanniques, est son premier film parlant. Elle met en vedette son épouse, Devika Rani qui fait ses débuts à l'écran. Le film est aujourd'hui connu en Inde pour une longue scène de baiser entre les deux acteurs principaux.

## Synopsis
La maharani de Sitapur (Devika Rani) et le prince de Jayanagar (Himanshu Rai) sont amoureux et voudraient se marier. Mais les idées progressistes de la jeune maharani choquent le vieux maharaja de Jayanagar (Dewan Sharar) qui désapprouve son union avec son fils. Pour surmonter ses préventions, elle se propose d'offrir au souverain un cadeau auquel il ne saura pas résister : une chasse au tigre. Pourtant, l'animal est sacré à Sitapur et ni les prêtres, ni la population, ne sont prêts à accepter cette chasse menée par un roi étranger. La maharani compte sur une date soigneusement choisie autant que sur son propre charme pour que son peuple se plie à sa volonté.
Contre toute attente, le guide spirituel du maharaja (Abraham Sofaer) lui suggère d'accepter le mariage car il lui permettrait de prendre le contrôle du royaume de Sitapur. Aussi le maharaja accepte l'invitation de la maharani, mais tout en refusant de conduire la chasse. Il laisse cette tâche à son fils. Dans le même temps, la maharani comme les habitants de Sitapur commencent à réaliser qu'un mariage avec le prince de Jayanagar signifie la fin des espoirs de progrès. Le prince devient la cible des ceux qui veulent à tout prix l'indépendance et la modernité. Les couteaux s'aiguisent. 
Réalisant les obstacles, la maharani se propose de repousser les noces. Mais la chasse doit être maintenue. Que dirait-on si elle était annulée ? Le prince part traquer le fauve tandis que la maharani s'en va prier pour sa sécurité au temple de Shiva...

## Fiche technique
- Titre : Karma

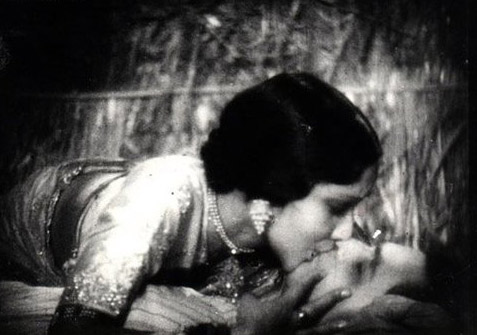
Baiser entre Devika Rani et Himanshu Rai dans Karma

- Titre original en anglais : Karma - Love Drama of an Indian Princess by Dewan Sharar
- Titre original en sanskrit : Nagan Ki Ragini (trad. litt. : Mélodie des serpents)
- Réalisation : J. L. Freer Hunt
- Scénario : Rupert Downing d'après une histoire de Dewan Sharar
- Photographie : Desmond C. Dickinson et Emil Schünemann
- Son : Dallas Bower et Lance Comfort
- Musique : Ernst Broadhurst et Roy Douglas
- Lyrics : J. L. Freer Hunt et Roy Douglas
- Montage : Challis Sanderson
- Production : Himanshu Rai
- Sociétés de production : Himansu Rai Indo-International Talkies et Indian & British Productions
- Pays d'origine :  Raj britannique et  Royaume-Uni
- Langues originales : anglais et hindi
- Format : Noir et blanc - 35 mm
- Genre : Film dramatique
- Durée : 73 minutes  (version anglaise), 76 minutes  (version indienne)[1]
- Dates de sortie : 
  - Royaume-Uni : 15 mai 1933 (Première au Marble Arch Pavilion à Londres)[4]
  - Inde britannique : 27 janvier 1934 (Première au Capitol Cinema à Bombay)[5]

## Distribution
- Devika Rani : la maharani
- Himansu Rai : le prince
- Abraham Sofaer : le saint homme
- Princesse Sudharani Devi de Burdwan : l'amie de la maharani
- Dewan Sharar : le maharaja, père du prince
- Kander : le mendiant
- Anil Chakrabarti : le rabatteur
- Ranabir Sen : le père du rabatteur
- Amal Banerji : le charmeur de serpent

## Production

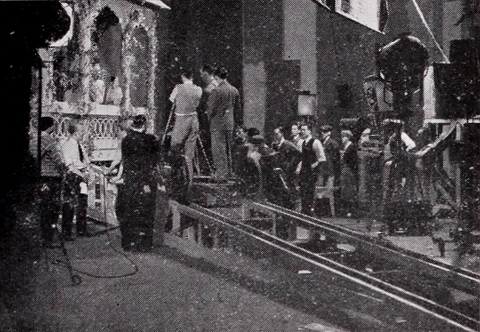
Devika Rani et Himanshu Rai au studio Stoll sur le tournage de Karma

Après trois films muets coproduits avec des sociétés allemandes, Prem Sanyas (1925), Shiraz (1928) et Prapancha Pash (1929), un quatrième fut un temps envisagé. Mais les spectateurs se ruaient maintenant sur les « talkies » et il n'était plus possible de présenter un film sans paroles. Et en quelle langue faire parler les comédiens ? Himanshu Rai aurait trouvé étrange que des acteurs indiens s'expriment en allemand. En conséquence, il s'est détourné de son partenariat avec la UFA allemande pour financer son premier film parlant avec l'Angleterre. Une autre raison le poussait à s'éloigner de l'Allemagne. La UFA était en pleine phase de restructuration et il n'y avait plus de place pour une fantaisie orientaliste indienne. La post-production de Prapancha Pash ainsi que les négociations pour un quatrième film prenant de long mois, Devika Rani en profite pour se former à Berlin au contact des artistes de la UFA comme G. W Pabst ou Marlene Dietrich.
Himanshu Rai parvient à réaliser le montage financier de Karma en 1932. Le tournage est effectué en deux temps: les scènes d'extérieur muettes sont réalisées en Inde puis de retour au Royaume-Uni, le film est complété par les scènes d'intérieur comprenant des dialogues. Les importants moyens du maharawat de Partabgarh, où la partie indienne est en grande partie réalisée, sont mis à sa disposition du film. Dans le studio Stoll à Cricklewood près de Londres, c'est Sudharani Devi, la fille du maharajah de Burdwan qui donne la réplique à Devika Rani pour leurs premières apparitions à l'écran. 
L'équipe technique est britannique. C'est ainsi que la réalisation est confiée à l'ancien officier de marine John Lane Freer Hunt. Mais comme dans les films précédents d'Himanshu Rai, la distribution est indienne, à l'exception notable d'Abraham Sofaer qui joue le rôle d'un homme de Dieu indien. L'histoire, sur laquelle se base le scénario de Rupert Downing, est de l'auteur et acteur indien Dewan Sharar. Certains le créditent comme réalisateur des scènes tournées en Inde.  
Le film est réalisé en deux langues, anglais et hindi. Mais même dans la version anglaise, la chanson d'ouverture qu'interprète Devika Rani est en hindi.  

## Accueil
Un impressionnant parterre de 400 personnalités est présent à la première de Karma au Marble Arch Pavilion de Londres le 15 mai 1933. Il y a là, entre-autres, Lord et Lady Irwin, l'ancien vice-roi des Indes, Sir Samuel Hoare, le secrétaire d'État pour l'Inde, Sir Atul Chandra Chatterjee et Sir Bhupendra Nath Mitra, des diplomates de haut rang, Sir Richard Temple, le fils d'un ancien gouverneur de Bombay, le maharaja de Burdwan, et même des actrices comme Dame Sybil Thorndike ou Mary Pickford. Le jour même, Devika Rani participe au programme international de la BBC à destination de l'Inde, puis elle est invitée à chanter et à danser à la télévision britannique alors très embryonnaire. Cette publicité ne suffit pas et la critique est tiède. L'histoire est jugée faible et la réalisation lente et peu convaincante. Seule la performance de Devika Rani suscite l’enthousiasme. La presse tombe sous son charme. Ainsi le News Chronicle écrit d'elle qu'elle est « la grâce personnifiée ». 
La première indienne au Capitol de Bombay est également un événement. La poétesse Sarojini Naidu écrit un livret élogieux pour l'occasion. La projection du film en Inde est accompagnée d'un moyen métrage musical, Melody and Rhythm, qui met en vedette Sunalini Devi, la sœur de Sarojini Naidu. Les critiques sont cette fois très favorables, tant pour la performance de Devika Rani que pour le film lui-même. Le film est cependant un échec commercial, en Inde comme au Royaume-Uni.

## Musique
Karma comporte cinq chansons composées par Ernst Broadhurst et Roy Douglas. Les trois premières sont présentes dans la version anglaise du film.
- Saiyaan More Re Tu Le Chal Le Chal Paar Re - Devika Rani (1:26)
- Now The Moon Her Light Has Shed - Devika Rani (1:43)
- Praarthana - Chorus (3:37)
- Mere Hathon Men Tera Haath Rahe - Devika Rani (3:16)
- Sab Kuchh Bhule Jhula Jhule - Devika Rani (2:50)